# Гюйон, Клод Реймон
Клод Реймон Гюйон (фр. Claude Raymond Guyon; 1773 — 1834) — французский военный деятель, бригадный генерал (1811 год), барон (1809 год), участник революционных и наполеоновских войн.

## Биография
Родился в семье адвоката, начал военную службу 10 марта 1792 года в звании младшего лейтенанта в 3-м драгунском полку, принимал участие в кампаниях 1792-1793 годов в составе Северной армии, 4 мая 1793 года – лейтенант, 9 июня 1793 года – капитан, переведён в Итальянскую армию.
С 1798 года участвовал в Египетской экспедиции в составе Восточной армии Бонапарта, 25 июля 1799 года за успешные действия в сражении при Абукире награждён чином командира эскадрона прямо на поле боя, 27 июля 1799 года переведён в 18-й драгунский полк, 1 ноября 1799 года ранен пулей в грудь, и потерял двух коней, убитых под ним в сражении при Дамиетте, где во главе 80 драгун нанёс поражение 4,000 турок, часть которых пленил, а остальных сбросил в море. Награждён генералом Клебером почётной саблей. С 18 февраля 1801 года служил в штабе генерала Фриана и возвратился во Францию после капитуляции Александрии.
4 февраля 1802 года – командир эскадрона 3-го конно-егерского полка, 29 октября 1803 года – майор 2-го конно-егерского полка, служил в Армии Берегов Океана, 24 марта 1805 года – полковник, командир 12-го конно-егерского полка. Участвовал в кампаниях 1805, 1806-1807 годов в составе 3-го корпуса маршала Даву Великой Армии.
Принимал участие в Австрийской кампании 1809 года, в мае его полк был зачислен в состав бригады генерала Пажоля дивизии лёгкой кавалерии Монбрена. Отличился при Ваграме. После заключения мира командовал эскортом, сопровождающим эрцгерцогиню Марию-Луизу из Браунау до французской границы. В 1810 году служил в Наблюдательном корпусе Германии, в 1811 году – в Итальянской армии, 6 августа 1811 года – бригадный генерал.
9 июня 1812 года – командир 12-й бригады лёгкой кавалерии 4-го корпуса принца Евгения де Богарне, сражался при Бородино и Красном. В 1813 году командовал кавалерийской бригадой в 3-й дивизии лёгкой кавалерии, 6 января 1814 года назначен в состав объединённой дивизии лёгкой кавалерии генерала Бордесуля в Версале, 26 февраля 1814 года переведён в 1-й кавалерийский корпус, принимал участие во Французской кампании.
При первой реставрации Бурбонов определён 1 сентября 1814 года на половинное жалование, 22 ноября 1814 года – командир региона Селеста. Во время «Ста дней» присоединился к Императору и 25 апреля 1815 года назначен в 8-й Наблюдательный корпус Юры генерала Лекурба. 25 июля 1816 года – инспектор кавалерии 10-го военного округа, 14 мая 1817 года переведён в 4-й военный округ, с 30 декабря 1818 года состоял в списках Генерального штаба в качестве инспектора кавалерии, 16 июня 1819 года – инспектор кавалерии 15-го и 16-го военных округов, 12 февраля 1823 года – командир 2-й суб-дивизии 18-го военного округа. 9 сентября 1830 года – командующий департамента Верхних Альп, 31 мая 1831 года – командующий департамента Эндр и Луары. Умер 10 марта 1834 года в Туре в возрасте 60 лет.

## Воинские звания
- Младший лейтенант (10 марта 1792 года);
- Лейтенант (4 мая 1793 года);
- Капитан (9 июня 1793 года);
- Командир эскадрона (25 июля 1799 года);
- Майор (29 октября 1803 года);
- Полковник (24 марта 1805 года);
- Бригадный генерал (6 августа 1811  года).

## Титулы
- Барон Гюйон и Империи (фр. baron Guyon et de l'Empire; декрет от 19 марта 1808 года, патент подтверждён 28 января 1809 года)[1].

## Награды
- почётная сабля за отличие при Дамиетте (1799 год);

 Легионер ордена Почётного легиона (25 марта 1804 года)
 Офицер ордена Почётного легиона (7 июля 1807 года)
 Кавалер военного ордена Святого Людовика (16 августа 1814 года)
 Коммандан ордена Почётного легиона (23 августа 1814 года)
 Великий офицер ордена Почётного легиона (23 мая 1825 года)